# 명예단원
명예단원(名誉団員)은 한 단체에서 공헌한 사람에게 주는 칭호이다. 음악단, 소방단,  발레단 등에서 사용된다.

## 같이 보기
- 명예교수